# Salmo carpio
Salmo carpio és una espècie de peix de la família dels salmònids i de l'ordre dels salmoniformes.

## Alimentació
Menja invertebrats.

## Hàbitat
Viu en zones d'aigües dolces temperades (45°N-45°N, 10°E-11°E).

## Distribució geogràfica
Es troba al llac Garda (Itàlia).

## Estat de conservació
Està amenaçada d'extinció a causa de la destrucció del seu hàbitat, de la sobrepesca i de la contaminació.